# Uldis Vītoliņš
Uldis Vītoliņš (ur. 27 stycznia 1964) – łotewski ekonomista i dyplomata, w latach 2002–2004 ambasador Łotwy w Polsce.

## Życiorys
Studiował na Wydziale Zarządzania i Informatyki Ekonomicznej Uniwersytetu Łotewskiego (1982-1989). Naukę kontynuował w Uniwersytecie Rostockim (1989) oraz Harwardzkiej Szkole Biznesu (1992). Pracował na Uniwersytecie Łotewskim oraz w Ministerstwie Gospodarki. W latach 1992–1994 stał na czele Łotewskiej Agencji Inwestycji i Rozwoju (Latvijas Investīciju un Attīstības aģentūra). W 1994 rozpoczął pracę dla Ministerstwa Spraw Zagranicznych, m.in. był radcą ambasady w Moskwie, szefem Departamentu Zagranicznych Stosunków Gospodarczych MSZ (1999-2002) i ambasadorem w Polsce (2002-2004). Następnie pełnił obowiązki dyrektora Państwowej Agencji Rozwoju Turystyki (Tūrisma attīstības valsts aģentūra) (2004-2009), doradcy prezydenta LDZ Cargo (2010-2011), obecnie członka zarządu Bałtyckiego Funduszu Regionalnego (Baltijas Reģionālais fonds) (2011-).